# Bomba Estéreo
Bomba Estéreo est un groupe de musique colombien, originaire de Bogota. Il allie la musique traditionnelle colombienne avec de la cumbia electro.

## Biographie

### Débuts (2005—2013)
Natif de Bogota, Simón Mejía, est à l'origine d'une première formation, en 2001. Son objectif était d'associer les musiques colombiennes traditionnelles, et plus largement des Caraïbes, cumbia, vallenato, etc., aux pulsations électroniques modernes, et de façon festive,. Le groupe se produit devant les clubs techno colombiens. Puis le public s'élargit. La démarche n'est pas sans rappeler celle de Sidestepper qui dans les années 1990 avait combiné la musique électronique, et les rythmes afro-colombiens, ou le son cubain. Le groupe s'appelle initialement A.M. 770 puis adopte le nom de Bomba Estéreo en 2005. La première réalisation est un mini-album Vol. 1 en 2006, essentiellement un album solo de Simón Mejía même si Diego Cadavid y contribue.
Une chanteuse est associée également à l'une des pistes de Vol. 1, Huepaje, Liliana Saumet, dite Li, et dont le lieu de naissance est Santa Marta. Saumet avait brièvement été la chanteuse d'un dub reggae, avant de rencontrer Mejía lors d'un concert. Impressionné par la contribution de Li Saumet, Mejía commence à collaborer avec elle et Cadavid sur des chansons pour l'album suivant de Bomba Estéreo. Au moment où ce second album, Estalla, est publié, en 2008, Bomba Estéreo devient un groupe plus complet, avec Saumet au chant, Cadavid aux percussions, Julián Salazar à la guitare, et un ancien collaborateur de Sidestepper, Enrique « Kike » Egurrola, à la batterie, aux côtés de Mejía à la basse et au clavier. Estalla sort l'année suivante aux États-Unis sous le nouveau titre Blow Up, avec le single Fuego, tube né d’un jam entre Li Saumet et Simón Mejía.
Le groupe reçoit en 2010 une aide de Levi Strauss & Co., dans le cadre de la politique de cette entreprise en faveur des nouveaux talents musicaux. Il utilise cette aide pour enregistrer Pump Up the Jam de Technotronic. La chanson est reprise en 2011 sous le titre Ponte Bomb dans l'EP éponyme, qui a également comporté divers autres remix dont Fuego. Un nouvel album est produit en 2012, Elegancia tropical. Pour le promouvoir, le groupe entreprend une tournée en Colombie, au Mexique, aux États-Unis, et en Europe en 2012 et 2013.

### Amaneceret suites (depuis 2014)
En 2014, Bomba Estéreo annonce la signature exclusive avec Sony Music US Latin et la production d'un nouvel album. En juin 2015, le groupe sort Amanecer, son quatrième album qui est produit par Ricky Reed du collectif de hip-hop Wallpaper. Amanecer reflète l'évolution et la maturité musicale de Bomba Estéreo, « un album qui reste fidèle à l'essence du groupe, mais qui donne l'opportunité à de nouvelles influences musicales » selon le magazine américain Billboard. Fiesta, le premier single de cet album, frappe le monde avec un son inspiré du Carnaval de Barranquilla en Colombie ; une célébration de la musique et de la danse qui combine l'atmosphère de carnaval avec le délire nocturne. Bomba Estéreo et l'acteur et chanteur Will Smith enregistreront un remix de ce titre, qui sortira le 2 octobre 2015 ; ce remix marque le retour de Will Smith à la musique après 10 ans. Amanecer est lancé avec succès dans le monde, se positionnant le jour de sa sortie à la première place des ventes en Colombie et à la 2e place du Latin iTunes aux États-Unis. L'album parvient également à être chroniqué par les médias et critiques latinos et anglo-saxons, et se positionne immédiatement dans le top 10 des pop charts du magazine Billboard.
Bomba Estéreo entame, parallèlement à la sortie de son album, une vaste tournée promotionnelle aux États-Unis, en Europe et en Amérique latine, avec des concerts sur des scènes et dans des festivals importants, parmi lesquels : Sònar Festival (ESP), Fun Fun Fun Fun Fest (États-Unis), Biennal de las Américas (États-Unis), Sala Caracol Madrid (ESP), Plaza México (MEX), entre autres.
Le 19 novembre 2015, lors de la 16e célébration des Latin Grammy Awards, ils donneront le spectacle le plus attendu de la soirée en chantant Fiesta aux côtés de Will Smith. Le groupe réussit donc à s'imposer sur la scène internationale avec Amanecer, un album qui a été acclamé par les critiques du monde entier. Le magazine Rolling Stone l'inclut parmi sa liste des 50 meilleurs albums de 2015.

### Sources
- (en) Rédaction MTV Iggy, « Bomba Estereo Covers "Pump Up the Jam" for Levi's Pioneer Sessions », MTV Iggy,‎ 21 juin 2010 (lire en ligne).
- (en) Russ Slater, « Cumbia should be THE Latin music: An Interview with Bomba Estéreo », Sounds and Colours,‎ 23 juillet 2010 (lire en ligne).
- (en) Rédaction2 MTV Iggy, « Q&A with Li Saumet & Simón Mejia of Bomba Estéreo: “We Fell in Love…Musically” », MTV Iggy,‎ 27 août 2010 (lire en ligne).
- (es) Rédaction Carrusel, « Cuatro colombianos hablan de sus mejores vivencias navideñas », El Tiempo,‎ 7 décembre 2011 (lire en ligne).
- (es) Ricardo Castro, « La cumbia se ha vuelto más 'cool' », El País,‎ 7 septembre 2011 (lire en ligne).
- Rédaction Rue89, « Concert : Bomba Estéreo en direct à 20 heures sur Rue89 », Rue89, nouvelobs.com,‎ 29 juin 2012 (lire en ligne).
- (es) Rédaction EL, « La "Elegancia Tropical" de Bomba Estéreo », El Espectador,‎ 4 septembre 2012 (lire en ligne).
- (es) Angélica Garzón, « Música: Bomba que no cesa de estallar », El Tiempo,‎ 30 mai 2013 (lire en ligne).
- (en) theComplex, « Bomba Estéreo’s ‘Elegancia Tropical’ Tour Heads to Europe for Summer 2013 », Sinuous mag,‎ 8 juillet 2013 (lire en ligne).
- Yannick Le Maintec, « Le questionnaire illustré de Bomba Estéreo », Le Monde,‎ 16 août 2013 (lire en ligne).